# Башофф, Блейк
Блейк Уоррен Башофф (англ. Blake Warren Bashoff) — американский актёр. Наибольшую популярность получил после роли Карла в сериале «Остаться в живых».

## Биография
Блейк Уоррен Башофф родился 30 мая 1981 года в Филадельфии, штат Пенсильвания.

## Фильмография
| Год  | Название        | Оригинальное название         | Роль                               | Примечания |
| ---- | --------------- | ----------------------------- | ---------------------------------- | ---------- |
| 1998 | Новые робинзоны | The New Swiss Family Robinson | Тодд Робинсон                      | фильм      |
| 2002 | Особое мнение   | Minority Report               | Pre-Crime Public Service Announcer | фильм      |

## Телевидение
| Год       | Название                   | Оригинальное название    | Роль         | Примечания  |
| --------- | -------------------------- | ------------------------ | ------------ | ----------- |
| 1994      | Закон и порядок            | Law & Order              | Кевин        | 1 эпизод    |
| 2000      | Золотые крылья Пенсаколы   | Pensacola: Wings of Gold | Кевин Норрис | 1 эпизод    |
| 2004      | Зачарованные               | Charmed                  | Дункан       | 1 эпизод    |
| 2004      | Холм одного дерева         | One Tree Hill            | Гэри         | 2 эпизода   |
| 2005      | 4исла                      | Numb3rs                  | Итан         | 1 эпизод    |
| 2006—2008 | Остаться в живых           | Lost                     | Карл Мартин  | 11 эпизодов |
| 2006      | Морская полиция: Спецотдел | NCIS                     | Джош Купер   | 1 эпизод    |